# Ludwig Friedrich von Mauchenheim gen. Bechtolsheim
Ludwig Friedrich Freiherr von Mauchenheim gen. Bechtolsheim (* 8. März 1736 in Gotha; † 17. September 1813 in Glückstadt) war ein dänischer General und Gouverneur deutscher Herkunft.
Bechtolsheim trat in den dänischen Heeresdienst und wurde 1753, mit 17 Jahren, Leutnant im Leibregiment des dänischen Königs. Vier Jahre später wurde er Kapitän im holsteinischen Infanterieregiment, weitere elf Jahre später Major. 
Er heiratete am 7. Juli 1774 seine Nichte (1754 bis 26. Januar 1816), die Tochter seiner älteren Schwester, der Gräfin Auguste von Keller, sowie jüngere Schwester seiner weiteren Nichte Julie von Bechtolsheim, geb. Gräfin von Keller. Am 23. März 1776 wurde er in Dänemark naturalisiert und am 28. Mai 1777 auch in den dänischen Adelsstand immatrikuliert. 
Ludwig Friedrich von Mauchenheim gen. Bechtolsheim erhielt 1784 die Ernennung zum Oberstleutnant, 1790 zum Oberst und Kommandeur des kgl. Leibregiments in Glückstadt und wurde 1804 Träger des dänischen Dannebrogordens (Weißer Ritter), schließlich 1810 Generalleutnant. 
Seine letzte Stellung war die eines Gouverneurs von Glückstadt, wo er auch gestorben ist; dies war kurz bevor im Rahmen einer kriegerischen Aktion gegen das mit Frankreich verbündete Dänemark durch einen Verband russischer, schwedischer und preußischer Truppen unter General von Bayon am 15. Dezember 1813 eine Blockade der Stadt begonnen hatte; diese führte wenige Wochen später zur Kapitulation. 
Mit Auguste Luise hatte er drei Söhne und drei Töchter, von denen die zwei jüngsten als Kinder starben; Auguste selbst starb 1816.